# Ernest Ludwik
Ernest Ludwik, zwany Pięknym (ur. 1 listopada 1545 w Wołogoszczy, zm. 17 czerwca 1592, tamże) – od 1569 samodzielny książę wołogoski, syn Filipa I, z dynastii Gryfitów.

## Życie i panowanie
Był czwartym dzieckiem i jednocześnie czwartym synem (a trzecim, który dożył wieku dojrzałego) Filipa I, księcia pomorskiego, szczecińskiego i wołogoskiego oraz Marii, elektorówny saskiej. Podejmował naukę na uczelniach w Greifswaldzie, Wittenberdze oraz Paryżu. Uczestniczył wielokrotnie w podróżach po krajach europejskich. Zwiedził m.in. Francję i Wielką Brytanię.
Po rezygnacji z władzy stryja Barnima IX Pobożnego, w wyniku podziału księstwa z 25 lipca 1569 otrzymał Księstwo Wołogoskie, w którym władzę odstąpił mu starszy brat Bogusław XIII. Przed 1577 planował małżeństwo z pomorską szlachcianką Sydonią von Bork, które uniemożliwiła mu rodzina (po wielu latach, Sydonia von Bork, oskarżona o czary i spowodowanie z zemsty wygaśnięcia dynastii, została skazana na śmierć).
Zainteresowany był rozwojem budownictwa, dokonał m.in. przebudowy zamku w Wołogoszczy, po pożarze w 1557. Popadał w konflikty, z rządzącym Księstwem Szczecińskim, najstarszym bratem Janem Fryderykiem nie tyle w kwestiach gospodarczych, co osobistych.

## Życie prywatne
Z małżeństwa z Zofią Jadwigą, córką Juliusza, księcia brunszwickiego na Wolfenbüttel i Jadwigi Hohenzollern, pochodziło troje dzieci:
- Jadwiga Maria (ur. 19 marca 1579, zm. 16 kwietnia 1606) – narzeczona Jana Adolfa, późniejszego, pierwszego księcia szlezwicko-holsztyńskiego na Sonderburg-Norburgu,
- Elżbieta Magdalena (ur. p. 14 czerwca 1580, zm. 23 lutego 1649) – żona Fryderyka Kettlera, księcia kurlandzkiego i semigalskiego (1587–1638),
- Filip Juliusz (ur. 27 grudnia 1584, zm. 6 lutego 1625) – książę wołogoski (1592–1625)[6].

### Genealogia
| Jerzy I pomorski ur. 11 IV 1493 zm. na przeł. 9/10 V 1531 | Jerzy I pomorski ur. 11 IV 1493 zm. na przeł. 9/10 V 1531 |                                                     |                                                     | Amelia reńska ur. 25 VII 1490 zm. 6 I 1525 | Amelia reńska ur. 25 VII 1490 zm. 6 I 1525 |  |  | Jan ur. ? zm. ? | Jan ur. ? zm. ? |                                                   |                                                   | Małgorzata (Anhalt) ur. ? zm. ? | Małgorzata (Anhalt) ur. ? zm. ? |
|                                                           |                                                           |                                                     |                                                     |                                            |                                            |  |  |                 |                 |                                                   |                                                   |                                 |                                 |
|                                                           |                                                           |                                                     |                                                     |                                            |                                            |  |  |                 |                 |                                                   |                                                   |                                 |                                 |
|                                                           |                                                           | Filip I wołogoski ur. 14/15 VII 1515 zm. 14 II 1560 | Filip I wołogoski ur. 14/15 VII 1515 zm. 14 II 1560 |                                            |                                            |  |  |                 |                 | Maria Saska ur. 15 XII 1516 zm. w okr. 5–7 I 1583 | Maria Saska ur. 15 XII 1516 zm. w okr. 5–7 I 1583 |                                 |                                 |
|                                                           |                                                           |                                                     |                                                     |                                            |                                            |  |  |                 |                 |                                                   |                                                   |                                 |                                 |
|                                                           |                                                           |                                                     |                                                     |                                            |                                            |  |  |                 |                 |                                                   |                                                   |                                 |                                 |
|                                                           |                                                           |                                                     |                                                     |                                            |                                            |  |  |                 |                 |                                                   |                                                   |                                 |                                 |

|                                             |                                             | Zofia Jadwiga ur. 1 XII 1561 zm. 30 I 1631 OO 20 X 1577 | Zofia Jadwiga ur. 1 XII 1561 zm. 30 I 1631 OO 20 X 1577 | Ernest Ludwik ur. 1 XI 1545 ,zm. 17 VI 1592  | Ernest Ludwik ur. 1 XI 1545 ,zm. 17 VI 1592  |  |  |  |  |
|                                             |                                             |                                                         |                                                         |                                              |                                              |  |  |  |  |
|                                             |                                             |                                                         |                                                         |                                              |                                              |  |  |  |  |
|                                             |                                             |                                                         |                                                         |                                              |                                              |  |  |  |  |
| Filip Juliusz ur. 27 XII 1584 zm. 6 II 1625 | Filip Juliusz ur. 27 XII 1584 zm. 6 II 1625 | Elżbieta Magdalena ur. p. 14 VI 1580 zm. 23 II 1649     | Elżbieta Magdalena ur. p. 14 VI 1580 zm. 23 II 1649     | Jadwiga Maria ur. 19 III 1579 zm. 16 IV 1606 | Jadwiga Maria ur. 19 III 1579 zm. 16 IV 1606 |  |  |  |  |

## Śmierć

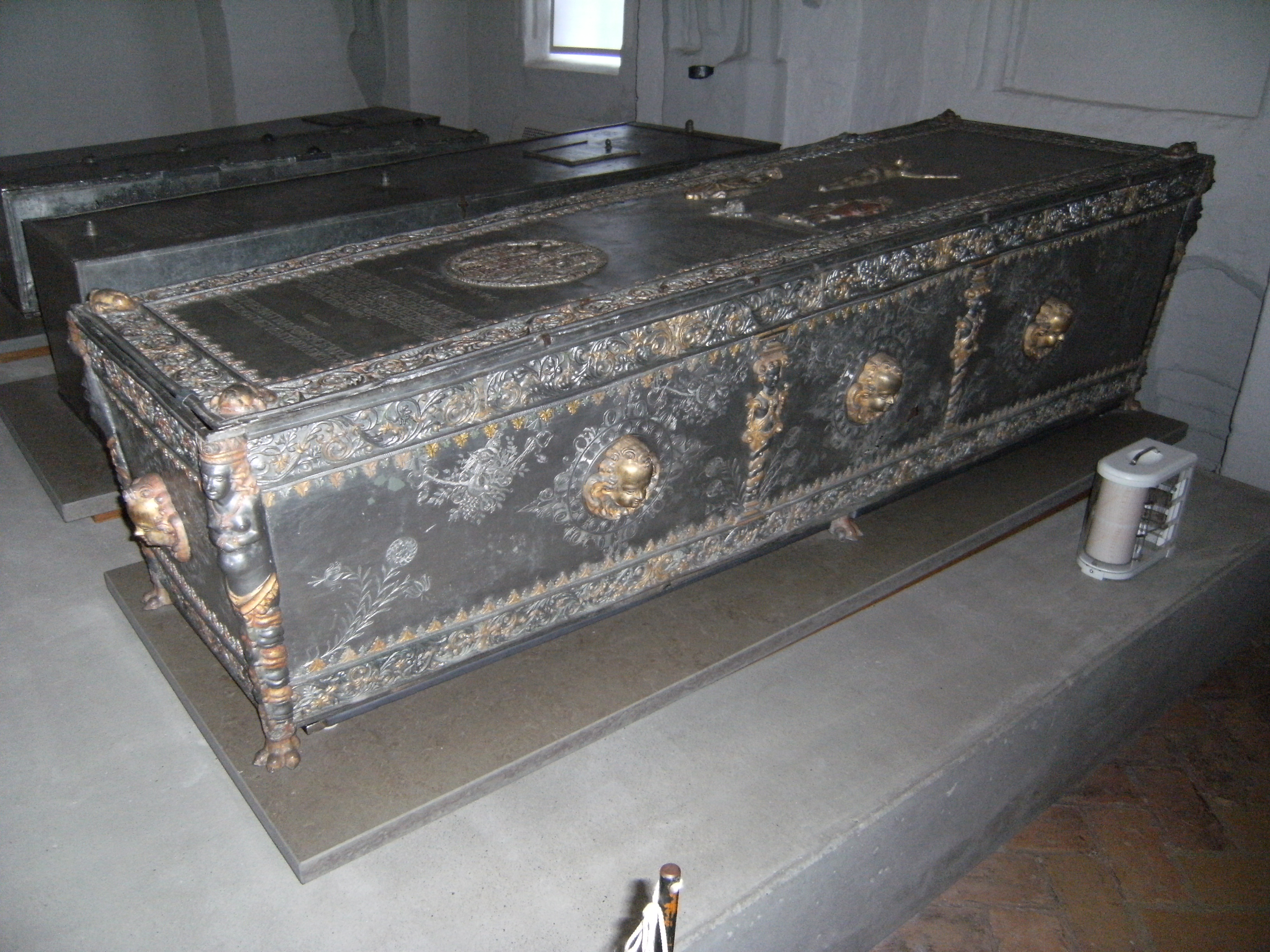
Sarkofag Ernesta Ludwika w kościele św. Piotra w Wołogoszczy

Książę zmarł po ciężkiej chorobie 7 czerwca 1592 i złożony został do grobu 19 lipca, w cynowej trumnie, w kościele parafialnym pod wezwaniem św. Piotra w Wołogoszczy. W testamencie wyznaczył na opiekuna swojego brata Bogusława XIII, który miał sprawować regencję w księstwie wołogoskim do osiągnięcia wieku sprawnego (co nastąpiło w 1603) przez syna Filipa Juliusza.

### Opracowania
- Kazimierz Kozłowski, Jerzy Podralski, Gryfici. Książęta Pomorza Zachodniego, Szczecin: Krajowa Agencja Wydawnicza, 1985, ISBN 83-03-00530-8, OCLC 189424372. Brak numerów stron w książce
- Edward Rymar, Rodowód książąt pomorskich, Szczecin: Książnica Pomorska im. Stanisława Staszica, 2005, ISBN 83-87879-50-9, OCLC 69296056. Brak numerów stron w książce
- Szymański J.W., Książęcy ród Gryfitów, Goleniów – Kielce 2006, ISBN 83-7273-224-8.

### Literatura dodatkowa (opracowania)
- Zygmunt Boras, Książęta Pomorza Zachodniego, Poznań: Wyd. Naukowe Uniwersytetu im. Adama Mickiewicza, 1996, ISBN 83-232-0732-1, OCLC 830122949. Brak numerów stron w książce
- Rymar E., Rodowód książąt pomorskich, T. II, Szczecin 1995, ISBN 83-902780-0-6.

### Literatura dodatkowa (online)
- Madsen U., Ernst Ludwig (niem.), [dostęp 2012-03-16].
- Schmidt R., Ernst Ludwig. Herzog von Pommern-Wolgast (niem.), [w:] NDB, ADB Deutsche Biographie (niem.), [dostęp 2012-03-16].